# Закон Лескина
Зако́н Ле́скина — акцентологический закон, актуальный для литовского языка. Назван в честь открывшего его лингвиста А. Лескина.
Согласно этому закону, в истории литовского языка произошло сокращение конечных долгих слогов, если они находились под акутовой интонацией: rankàs (в.п. мн.ч.), rankà (тв.п. ед.ч.). Неакутированные слоги долготу сохраняли: rañkos (р.п. ед.ч. и и.п. мн.ч.).
Действие закона Лескина можно наглядно продемонстрировать при сопоставлении кратких и полных форм литовского прилагательного gẽras «хороший»:
| Акутированные слоги | Акутированные слоги | Акутированные слоги | Неакутированные слоги | Неакутированные слоги | Неакутированные слоги |
| Падеж               | Полная форма        | Краткая форма       | Падеж                 | Полная форма          | Краткая форма         |
| мужской род         | мужской род         | мужской род         | мужской род           | мужской род           | мужской род           |
| ------------------- | ------------------- | ------------------- | --------------------- | --------------------- | --------------------- |
| Тв. ед.             | gerúoju             | gerù                | Р. ед.                | gẽrojo                | gẽro                  |
| И. мн.              | geriéji             | gerì                | В. ед.                | gẽrąjį                | gẽrą                  |
| В. мн.              | gerúosius           | gerùs               | Р. мн.                | gerų̃jų                | gerų̃                  |
| И.-В. дв.           | gerúoju             | gerù                | Тв. мн.               | geraĩsiais            | geraĩs                |
| женский род         |                     |                     |                       |                       |                       |
| И. ед.              | geróji              | gerà                | Р. ед.                | gerõsios              | gerõs                 |
| Тв. ед.             | gerą́ją              | gerà                | В. ед.                | gẽrąją                | gẽrą                  |
| В. мн.              | gerą́sias            | geràs               | И. мн.                | gẽrosios              | gẽros                 |
| И.-В. дв.           | geriéji             | gerì                | Р. мн.                | gerų̃jų                | gerų̃                  |

Действие закона Лескина охватило не все литовские диалекты, в частности, он отсутствует в жемайтских говорах.